# Calosoma panderi
Calosoma panderi  (лат.) — вид жуков-жужелиц из подсемейства настоящих жужелиц. Распространён в западном Казахстане. Длина тела имаго 16,5—22 мм. Тело широкое, слегка уплощённое, снизу чёрное, блестящее. Края переднеспинки и надкрылий, лобные вдавления и ямки надкрылий синие. Низ груди и брюшко, бёдра и часто голени синие или фиолетовые. Лапки, усики и ротовые части чёрные. Надкрылья с черепицевидной скульптурой.